# Orebitas
Los orebitas (en checo: Orebité), también llamados taboritas menores y más tarde conocidos como Sirotci ("Huérfanos"; alemán: Waisen), oficialmente Unión de Huérfanos (checo: Sirotčí svaz), eran husitas de la Bohemia oriental. Los fundadores del movimiento tomaron parte en la procesión al monte Oreb en Třebechovice pod Orebem. La mayoría de los orebitas eran nobles partidarios de la Hermandad Bohemia. El fundador ideológico de los orebitas fue el sacerdote Ambrož Hradecký. Entre los jefes se contaban Hynek Kruschina de Lichtenburg y Divis Borek. Participaron en el saqueo de Mnichovo Hradiště en el verano de 1420 y apoyaron a los husitas en la batalla de Vysehrad. En 1423 se fundieron con los partidarios de Jan Zizka.
Tras la muerte de Žižka (1424), que los dejó huérfanos, estos combatientes adoptaron su nuevo nombre. De 1424 a 1428, fueron liderados por el sacerdote Ambrož de Hradec y posteriormente por otro sacerdote, Prokop el Menor. El hejtman Jan Čapek de Sány fue elegido su comandante militar (1431-1434). Después de 1457, la mayoría de los partidarios pertenecían a la Iglesia de los Hermanos Bohemios y desempeñaron un papel importante en su desarrollo.

## Recepción
En 1832, el escritor checo Jan Erazim Vocel escribió una novela histórica titulada El último orebita, publicada por primera vez en la revista Květy en 1837. Narra la historia de los taboritas y los orebitas y su lucha por la libertad de los pueblos eslavos del sur.